# Petar Fajfrić
Petar Fajfrić, född 15 februari 1942 i Berkasovo i Serbien (i dåvarande Jugoslavien), död 11 mars 2021 i Šabac i Serbien, var en jugoslavisk handbollsspelare.
Han tog OS-guld i herrarnas turnering i samband med de olympiska handbollstävlingarna 1972 i München.